# R U Mine?
"R U Mine?" – singel brytyjskiego zespołu indierockowego Arctic Monkeys pochodzący z albumu studyjnego AM.
Tytułowy utwór został wydany w formie Digital download 27 lutego 2012 roku. 21 kwietnia 2012 roku wydano limitowaną edycję 7" płyt winylowych z podwójną stroną A, zawierających dodatkowo utwór "Electricity". Liczba płyt była ograniczona do 1750 egzemplarzy.
Piosenka "R U Mine?" zadebiutowała na 33 pozycji brytyjskiej listy UK Singles Chart.
Alex Turner wyjawił, że zespół czerpał inspiracje od Aubreya Grahama i Lil Wayne'a.
Teledysk towarzyszący wydaniu "R U Mine?" opublikowano 27 lutego 2012 roku w serwisie YouTube. 

## Lista utworów
Digital download
| Nr | Tytuł utworu | Długość |
| -- | ------------ | ------- |
| 1. | „R U Mine?”  | 3:20    |

7"
| Nr | Tytuł utworu  | Długość |
| -- | ------------- | ------- |
| 1. | „R U Mine?”   | 3:20    |
| 2. | „Electricity” | 3:01    |

## Listy przebojów
"R U Mine?"
| Lista (2012)                                          | Najwyższa pozycja |
| ----------------------------------------------------- | ----------------- |
| Australia (Top 50 Singles)                            | 94                |
| Canada (Active Rock)                                  | 49                |
| Canada (Alternative Rock)                             | 27                |
| Belgia (Ultratop 50 (Flandria))                       | 50                |
| Irlandia (IRMA)                                       | 65                |
| Francja (SNEP)                                        | 147               |
| Wielka Brytania (UK Singles Chart)                    | 23                |
| Wielka Brytania (UK Indie Chart)                      | 2                 |
| Wielka Brytania (UK Official Streaming Chart Top 100) | 72                |

"Electricity"
| Lista (2012)                       | Najwyższa pozycja |
| ---------------------------------- | ----------------- |
| Wielka Brytania (UK Indie Chart)   | 10                |
| Wielka Brytania (UK Singles Chart) | 128               |

## Historia wydania
| Kraj            | Data             | Format                              | Wytwórnia      |
| --------------- | ---------------- | ----------------------------------- | -------------- |
| Wielka Brytania | 27 lutego 2012   | Digital download                    | Domino Records |
| Wielka Brytania | 21 kwietnia 2012 | 7" Double A-side i Digital download | Domino Records |